# Censo dos Estados Unidos de 1870
O Censo dos Estados Unidos de 1870 foi o nono censo dos Estados Unidos. Conduzido pelo Census Bureau em junho de 1870, o Censo de 1870 foi o primeiro censo a fornecer informações detalhadas sobre a população negra, apenas alguns anos após o auge da Guerra Civil, quando os escravos obtiveram liberdade. A população era de 38.555.983 indivíduos, um aumento de 22,62% desde 1860. A estimativa da população do Censo de 1870 é controversa, pois muitos acreditavam que subestimou os números reais da população, especialmente em Nova Iorque e na Pensilvânia.

## Controvérsias
Embora Francis Walker, o superintendente do censo de 1870, tenha defendido a qualidade do censo, argumentando que as abordagens e práticas padronizadas, claras e estatísticas foram realizadas em todas as regiões dos Estados Unidos, o público na época ficou desapontado com a legislação nacional, por causa da taxa de crescimento e suspeita de subenumeração. Com reclamações especialmente amargas vindas de Nova Iorque e Filadélfia, alegando que até um terço da população não era contada, o presidente fez o raro movimento de ordenar uma recontagem nessas áreas. Enquanto se pensava que uma grande fração da população não era contada por estar dentro de casa no frio invernal, estimativas mais recentes resultaram em apenas um aumento de 2,5% na população da Filadélfia e um aumento de 2% em Nova Iorque.
Essa controvérsia da recontagem de 1870 ressurgiu em 1890, quando se descobriu que a taxa de crescimento nacional entre 1880 e 1890 era muito menor do que entre 1870 e 1880. Os críticos então afirmaram que a população de 1870 deve ter sido subestimada por mais de 1,2 milhão de pessoas para explicar a discrepância entre as taxas de crescimento; presumiu-se que a taxa de crescimento em 1880 tinha que ser exagerada por causa da contagem reduzida de 1870. Apesar do fato de que as investigações modernas ainda precisam quantificar o efeito exato da subcontagem, a maioria dos cientistas sociais modernos não acredita que a contagem mínima seja tão severa quanto os investigadores de 1890 supuseram. Atualmente, a maioria dos analisadores compara a contagem reduzida de 1870 com as taxas de não resposta observadas nos dados mais recentes do censo.

## População por estado
| Ranking | Estado               | População |
| ------- | -------------------- | --------- |
| 01      | Nova Iorque          | 4,382,759 |
| 02      | Pensilvânia          | 3,521,951 |
| 03      | Ohio                 | 2,665,260 |
| 04      | Illinois             | 2,539,891 |
| 05      | Missouri             | 1,721,295 |
| 06      | Indiana              | 1,680,637 |
| 07      | Massachusetts        | 1,457,351 |
| 08      | Kentucky             | 1,321,011 |
| 09      | Tennessee            | 1,258,520 |
| 10      | Virgínia             | 1,225,163 |
| 11      | Iowa                 | 1,194,020 |
| 12      | Geórgia              | 1,184,109 |
| 13      | Michigan             | 1,184,059 |
| 14      | Carolina do Norte    | 1,071,361 |
| 15      | Wisconsin            | 1,054,670 |
| 16      | Alabama              | 996,992   |
| 17      | Nova Jérsia          | 906,096   |
| 18      | Mississippi          | 827,922   |
| 19      | Texas                | 818,579   |
| 20      | Maryland             | 780,894   |
| 21      | Luisiana             | 726,915   |
| 22      | Carolina do Sul      | 705,606   |
| 23      | Maine                | 626,915   |
| 24      | Califórnia           | 560,247   |
| 25      | Connecticut          | 537,454   |
| 26      | Arkansas             | 484,471   |
| 27      | Virgínia Ocidental   | 442,014   |
| 28      | Minnesota            | 439,706   |
| 29      | Kansas               | 364,399   |
| 30      | Vermont              | 330,551   |
| 31      | Nova Hampshire       | 318,300   |
| 32      | Rhode Island         | 217,353   |
| 33      | Flórida              | 187,748   |
| X       | Distrito de Columbia | 131,700   |
| 34      | Delaware             | 125,015   |
| 35      | Nebraska             | 122,993   |
| X       | Novo México          | 91,874    |
| 36      | Óregon               | 90,923    |
| X       | Utah                 | 86,336    |
| 37      | Nevada               | 42,491    |
| X       | Colorado             | 39,864    |
| X       | Washington           | 23,955    |
| X       | Montana              | 20,595    |
| X       | Idaho                | 14,999    |
| X       | Dakota do Sul        | 11,776    |
| X       | Arizona              | 9,658     |
| X       | Wyoming              | 9,118     |
| X       | Dakota do Norte      | 2,405     |

## População por cidade
| Ranking | Cidade           | Estado               | População | Região       |
| ------- | ---------------- | -------------------- | --------- | ------------ |
| 01      | Nova Iorque      | Nova Iorque          | 942,292   | Nordeste     |
| 02      | Filadélfia       | Pensilvânia          | 674,022   | Nordeste     |
| 03      | Brooklyn         | Nova Iorque          | 396,099   | Nordeste     |
| 04      | St. Louis        | Missouri             | 310,864   | Centro-Oeste |
| 05      | Chicago          | Illinois             | 298,977   | Centro-Oeste |
| 06      | Baltimore        | Maryland             | 267,354   | Sul          |
| 07      | Boston           | Massachusetts        | 250,526   | Nordeste     |
| 08      | Cincinnati       | Ohio                 | 216,239   | Centro-Oeste |
| 09      | Nova Orleães     | Luisiana             | 191,418   | Sul          |
| 10      | São Francisco    | Califórnia           | 149,473   | Oeste        |
| 11      | Buffalo          | Nova Iorque          | 117,714   | Nordeste     |
| 12      | Washington       | Distrito de Columbia | 109,199   | Sul          |
| 13      | Newark           | Nova Jérsia          | 105,059   | Nordeste     |
| 14      | Louisville       | Kentucky             | 100,753   | Sul          |
| 15      | Cleveland        | Ohio                 | 92,829    | Centro-Oeste |
| 16      | Pittsburgh       | Pensilvânia          | 86,076    | Nordeste     |
| 17      | Jersey City      | Nova Jérsia          | 82,546    | Nordeste     |
| 18      | Detroit          | Michigan             | 79,577    | Centro-Oeste |
| 19      | Milwaukee        | Wisconsin            | 71,440    | Centro-Oeste |
| 20      | Albany           | Nova Iorque          | 69,422    | Nordeste     |
| 21      | Providence       | Rhode Island         | 68,904    | Nordeste     |
| 22      | Rochester        | Nova Iorque          | 62,386    | Nordeste     |
| 23      | Allegheny        | Pensilvânia          | 53,180    | Nordeste     |
| 24      | Richmond         | Virgínia             | 51,038    | Sul          |
| 25      | New Haven        | Connecticut          | 50,840    | Nordeste     |
| 26      | Charleston       | Carolina do Sul      | 48,956    | Sul          |
| 27      | Indianápolis     | Indiana              | 48,244    | Centro-Oeste |
| 28      | Troy             | Nova Iorque          | 46,465    | Nordeste     |
| 29      | Syracuse         | Nova Iorque          | 43,051    | Nordeste     |
| 30      | Worcester        | Massachusetts        | 41,105    | Nordeste     |
| 31      | Lowell           | Massachusetts        | 40,928    | Nordeste     |
| 32      | Memphis          | Tennessee            | 40,226    | Sul          |
| 33      | Cambridge        | Massachusetts        | 39,634    | Nordeste     |
| 34      | Hartford         | Connecticut          | 37,180    | Nordeste     |
| 35      | Scranton         | Pensilvânia          | 35,092    | Nordeste     |
| 36      | Reading          | Pensilvânia          | 33,930    | Nordeste     |
| 37      | Paterson         | Nova Jérsia          | 33,579    | Nordeste     |
| 38      | Kansas City      | Missouri             | 32,260    | Centro-Oeste |
| 39      | Mobile           | Alabama              | 32,034    | Sul          |
| 40      | Toledo           | Ohio                 | 31,584    | Centro-Oeste |
| 41      | Portland         | Maine                | 31,413    | Nordeste     |
| 42      | Columbus         | Ohio                 | 31,274    | Centro-Oeste |
| 43      | Wilmington       | Delaware             | 30,841    | Sul          |
| 44      | Dayton           | Ohio                 | 30,473    | Centro-Oeste |
| 45      | Lawrence         | Massachusetts        | 28,921    | Nordeste     |
| 46      | Utica            | Nova Iorque          | 28,804    | Nordeste     |
| 47      | Charlestown      | Massachusetts        | 28,323    | Nordeste     |
| 48      | Savannah         | Geórgia              | 28,235    | Sul          |
| 49      | Lynn             | Massachusetts        | 28,233    | Nordeste     |
| 50      | Fall River       | Massachusetts        | 26,766    | Nordeste     |
| 51      | Springfield      | Massachusetts        | 26,703    | Nordeste     |
| 52      | Nashville        | Tennessee            | 25,865    | Sul          |
| 53      | Covington        | Kentucky             | 24,505    | Sul          |
| 54      | Salem            | Massachusetts        | 24,117    | Nordeste     |
| 55      | Quincy           | Illinois             | 24,052    | Centro-Oeste |
| 56      | Manchester       | Nova Hampshire       | 23,536    | Nordeste     |
| 57      | Harrisburg       | Pensilvânia          | 23,104    | Nordeste     |
| 58      | Trenton          | Nova Jérsia          | 22,874    | Nordeste     |
| 59      | Peoria           | Illinois             | 22,849    | Centro-Oeste |
| 60      | Evansville       | Indiana              | 21,830    | Centro-Oeste |
| 61      | Atlanta          | Geórgia              | 21,789    | Sul          |
| 62      | New Bedford      | Massachusetts        | 21,320    | Nordeste     |
| 63      | Oswego           | Nova Iorque          | 20,910    | Nordeste     |
| 64      | Elizabeth        | Nova Jérsia          | 20,832    | Nordeste     |
| 65      | North Providence | Rhode Island         | 20,495    | Nordeste     |
| 66      | Hoboken          | Nova Jérsia          | 20,297    | Nordeste     |
| 67      | Lancaster        | Pensilvânia          | 20,233    | Nordeste     |
| 68      | Poughkeepsie     | Nova Iorque          | 20,080    | Nordeste     |
| 69      | Camden           | Nova Jérsia          | 20,045    | Nordeste     |
| 70      | Davenport        | Iowa                 | 20,038    | Centro-Oeste |
| 71      | Saint Paul       | Minnesota            | 20,030    | Centro-Oeste |
| 72      | Erie             | Pensilvânia          | 19,646    | Nordeste     |
| 73      | St. Joseph       | Missouri             | 19,565    | Centro-Oeste |
| 74      | Wheeling         | Virgínia Ocidental   | 19,280    | Sul          |
| 75      | Norfolk          | Virgínia             | 19,229    | Sul          |
| 76      | Bridgeport       | Connecticut          | 18,969    | Nordeste     |
| 77      | Petersburg       | Virgínia             | 18,950    | Sul          |
| 78      | Taunton          | Massachusetts        | 18,629    | Nordeste     |
| 79      | Chelsea          | Massachusetts        | 18,547    | Nordeste     |
| 80      | Dubuque          | Iowa                 | 18,434    | Centro-Oeste |
| 81      | Bangor           | Maine                | 18,289    | Nordeste     |
| 82      | Leavenworth      | Kansas               | 17,873    | Centro-Oeste |
| 83      | Fort Wayne       | Indiana              | 17,718    | Centro-Oeste |
| 84      | Springfield      | Illinois             | 17,364    | Centro-Oeste |
| 85      | Auburn           | Nova Iorque          | 17,225    | Nordeste     |
| 86      | Newburgh         | Nova Iorque          | 17,014    | Nordeste     |
| 87      | Norwich          | Connecticut          | 16,653    | Nordeste     |
| 88      | Grand Rapids     | Michigan             | 16,507    | Centro-Oeste |
| 89      | Sacramento       | Califórnia           | 16,283    | Oeste        |
| 90      | Terre Haute      | Indiana              | 16,103    | Centro-Oeste |
| 91      | Omaha            | Nebraska             | 16,083    | Centro-Oeste |
| 92      | Williamsport     | Pensilvânia          | 16,030    | Nordeste     |
| 93      | Elmira           | Nova Iorque          | 15,863    | Nordeste     |
| 94      | New Albany       | Indiana              | 15,396    | Centro-Oeste |
| 95      | Augusta          | Geórgia              | 15,389    | Sul          |
| 96      | Gloucester       | Massachusetts        | 15,389    | Nordeste     |
| 97      | Cohoes           | Nova Iorque          | 15,357    | Nordeste     |
| 98      | Newport          | Kentucky             | 15,087    | Sul          |
| 99      | New Brunswick    | Nova Jérsia          | 15,058    | Nordeste     |
| 100     | Burlington       | Iowa                 | 14,930    | Centro-Oeste |